# Kekilliali
Kekilliali ist ein Dorf im İlçe Kaman der türkischen Provinz Kırşehir. Es liegt in 941 m Meereshöhe am Hirfanlı-Stausee. Die Bevölkerung besteht zumeist aus Kurden, die sich Ende des 19./Anfang des 20. Jahrhunderts hier angesiedelt haben. Kurdisch wird aber im Alltag kaum mehr gesprochen. Die Bevölkerung befasst sich mit Landwirtschaft und Fischerei. Das Dorf verfügt über Anschluss an Elektrizitäts- und Trinkwasserversorgung und ist an die öffentliche Müllabfuhr angeschlossen, aber sonst kaum über sonstige Infrastruktur. Geschäfte zur Deckung des täglichen Bedarfs müssen im 20 km entfernten Kaman oder im 10 km entfernten Savcilibüyükoba getätigt werden, wo sich auch eine Gendarmeriestation befindet. Ursprünglich lag der Ort am Kızılırmak, das alte Dorf ist aber in den Fluten des Hirfanlı-Stausees verschwunden. Ein Teil der Einwohner siedelte sich in dem heutigen Dorf an, die Mehrzahl verstreute sich, u. a. nach Ankara. Erwähnung fand der Ort unter dem Namen Kekelly Ende des 19. Jahrhunderts in einem geographischen Expeditionsbericht,  der u. a. den Verlauf des Mittellaufs des Kızılırmak feststellen sollte.